# ビバリウムガイド
『ビバリウムガイド』は、株式会社エムピージェーが発行する季刊の爬虫類・両生類の飼育情報誌。略称は『ビバガ』。

## 概要
1997年5月25日に『月刊アクアライフ』の5月号別冊という形で創刊（77号からは独立）。当初のコピーは「爬虫・両生類からサソリ・タランチュラまで」というものだった。創刊時は年2回（5月、11月）発行。1999年5月発行のNo.5号より季刊化（年4回：1月、4月、7月、10月発行。独立後は2月、5月、8月、11月発行。）された。
創刊号より現在に至るまで、誌面の作成はライターの冨水明を中心として行われている。誌面に掲載されている文章・写真の多くは、冨水によって執筆・撮影されている。
日本国産の爬虫類・両生類、ワニ、毒蛇、CITESI類に属する種類、特定外来生物の飼育情報・広告は、海外取材イベントなどの例外を除いて、原則として掲載しない方針をとっている。